# 熊本県立技術短期大学校
熊本県立技術短期大学校（くまもとけんりつぎじゅつたんきだいがっこう、英：Kumamoto Prefectural College of Technology）は、熊本県立の職業能力開発短期大学校である。
「熊本県産業（特に製造業）の高度化、高付加価値化に対応できる高度な技能および知識を兼ね備えた実践技術者を育成し、熊本県の経済社会の発展に寄与する」を基本理念とする。

## 所在地
- 熊本県菊池郡菊陽町大字原水4455－1（セミコンテクノパーク内）
- 最寄り駅:原水駅

## 設置訓練科と定員
- I群
  - 精密機械技術科 20人
  - 機械システム技術科 20人
- II群
  - 電子情報技術科 20人
  - 情報システム技術科 20人
  - 半導体技術科 20人

## 沿革
- 1997年4月 職業能力開発促進法に基づく労働省（当時）の認可をうけ、生産技術科、産業機械科、電子技術科、情報技術科の４科体制で開校する
- 2002年4月 映像システム技術科を開設し５科体制となる
- 2007年4月  学科再編により、精密機械技術科、機械制御技術科、電子情報技術科、情報通信技術科、情報映像技術科の５科体制となる
- 2013年4月 精密機械技術科、機械システム技術科、電子システム技術科、情報システム技術科の４科体制に再編される
- 2018年4月 群制度を導入し、I群（機械系）、II群（電子情報系）の２群、４科体制となる
- 2020年4月 電子システム技術科が電子情報技術科に科名変更される
- 2024年4月 半導体技術科が開設される

## 校章

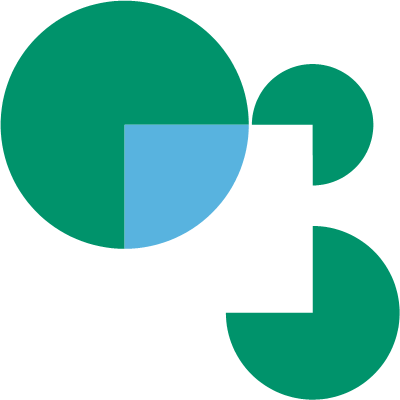

校章は、自然とテクノロジーとの調和に願いを込めて、三つの円形（テクノロジー）と四角（自然、水）の組み合わせで表現している。
また、産・学・官共同の姿勢を三つの円で、中央の四角（本学）がその三つを結びつけている姿も表現している。
カラーリング（色）は、グリーン（緑色）とブルー（水色）によって自然との調和を意味している。